# 上旋高手3
《上旋高手 3》 （英語：Top Spin 3）是一款由PAM Development开发并由2K Sports发售在多平台上的拟真网球电子游戏。本作是《上选高手》系列的第三部作品。《上旋高手3》於2008年5月20日（澳，歐）,6 月20日（美）的PS3，XBox 360，Wii，NDS遊戲。

## 可使用球员
《上旋高手3》提供了20名球員供玩家使用。
ATP：
- 托馬什·貝爾迪赫
- 比歷克
- 費達拿
- 哈斯
- Gael Monfils
- Andy Murray
- Rafael Nadal（only on PlayStation 3）,
- David Nalbandian
- 安迪·羅迪克
- Mario Ancic
- Mark Philippoussis
- Paul-Henri Mathieu

WTA：
- 贾斯汀·海宁（Justine Henin）
- 斯维特拉娜·库兹涅佐娃（Svetlana Kuznetsova）
- 阿梅莉·毛瑞斯莫（Amelie Mauresmo）
- 玛丽亚·莎拉波娃（Maria Sharapova）
- 妮科莱·瓦伊迪索娃（Nicole Vaidisova）
- 卡罗琳·沃兹尼亚奇（Caroline Wozniacki）
- Ana Ivanovic